# Operátor koalescence
Operátor koalescence je v mnoha programovacích jazycích operátor, který vrací první z dodaných odkazů, který označuje platný objekt. Někdy bývá označován také jako operátor nulového sjednocení.

## C#
V jazyce C# je tento operátor binární a značí se dvěma otazníky (??). Byl zaveden ve verzi C# 2.0 z roku 2005. Oba operandy musí být typově kompatibilní a být referenčního nebo nullable typu. Pokud není levý operand null, vrací levý operand, jinak vrací pravý operand.
Tedy zápis
```
return
 
objekt1
 
??
 
objekt2
;

```

znamená zhruba totéž jako podmíněný výraz
```
return
 
objekt1
 
!=
 
null
 
?
 
objekt1
 
:
 
objekt2
;

```

nebo jako podmínka
```
if
 
(
objekt1
 
!=
 
null
)

  
return
 
objekt1
;

else

  
return
 
objekt2
;

```

Na rozdíl od těchto složitějších zápisů se při použití operátoru koalescence levý operand vyhodnocuje pouze jednou.
Operátor má poměrně nízkou prioritu, nižší prioritu mají pouze podmíněný výraz a přiřazení. Je asociativní zprava, zápis a ?? b ?? c tedy znamená a ?? (b ?? c). Druhý operátor se ani nevyhodnocuje, pokud první operand není null.
Stejný operátor je v jazyce Vala, který je od C# odvozen.

## JavaScript
V jazyce JavaScript se pro podobné účely dá použít běžný operátor logické disjunkce (||). Ten totiž nevrací nutně logické hodnoty, ale vždy první operand, který je pravdivý (který po vyhodnocení není ekvivalentní s false), pokud nějaký takový existuje, případně poslední operand, jsou-li všechny nepravdivé.
```
var
 
value
 
=
 
str
 
||
 
"default"
;

```

Toto použití má však tu nevýhodu, že nahrazuje i jiné hodnoty než null (a undefined), protože jako nepravdivé se vyhodnocují i hodnoty 0, "", false či NaN. Takže např. ve výše uvedeném příkladu se do proměnné value nikdy nedostane prázdný řetězec.
Proto byl ve standardu ES2020 přidán specializovaný nullish coalescing operator ??, který vrací hodnotu vpravo jen v případě, že je hodnota výrazu vlevo undefined či null, nikoliv ostatní falsy hodnoty.
```
a
 
??
 
b

```

je ekvivalentní s
```
(
a
 
!==
 
null
 
&&
 
a
 
!==
 
undefined
)
 
?
 
a
 
:
 
b

```

s tím, že se levý výraz vyhodnocuje jen jednou.

## Perl
Ve verzi Perl 5.10 byl zaveden defined-or operator //.
Lze jej řetězit, př.:
```
$home
 
=
 
$ENV
{
HOME
}
 
//
 
(
getpwuid
(
$<
))[
7
]
 
//
 
die
 
"You're homeless!\n"
;

```

## SQL
V SQL existuje funkce COALESCE, která přijímá libovolný počet parametrů a vrací první z nich (zleva), který není NULL, případně poslední hodnotu, pokud jsou všechny parametry NULL.
Zápis
```
COALESCE
(
hodnota1
,
 
hodnota2
,
 
hodnota3
,
 
hodnota4
)

```

je definován jako zkratka pro
```
CASE
 
WHEN
 
hodnota1
 
IS
 
NOT
 
NULL
 
THEN
 
hodnota1

     
WHEN
 
hodnota2
 
IS
 
NOT
 
NULL
 
THEN
 
hodnota2

     
WHEN
 
hodnota3
 
IS
 
NOT
 
NULL
 
THEN
 
hodnota3

     
ELSE
 
hodnota4

     
END

```

Některé dialekty SQL definují jiné funkce s podobným významem, např. IFNULL pro MySQL, ISNULL pro MSSQL, NVL pro Oracle; funkce COALESCE ale patří přímo do standardního SQL.

## Další jazyky
Existují i jiné, podobné, varianty řešení téhož problému.
Skriptovací jazyky Perl a PHP mají kromě standardních logických operátorů &&, || a ^ odpovídající operátory and, or a xor s velmi nízkou prioritou, vhodné pro výše uvedené konstrukce.